# Хосе Марія Хаурегі
Хосе Марія Хаурегі (ісп. José María Jáuregui, 15 березня 1896, Гечо — 3 травня 1988) — іспанський футболіст, що грав на позиції воротаря.
Виступав, зокрема, за клуб «Аренас» (Гечо), а також національну збірну Іспанії.

## Клубна кар'єра
У дорослому футболі дебютував 1917 року виступами за команду клубу «Аренас» (Гечо), кольори якої і захищав протягом усієї своєї кар'єри гравця, що тривала цілих п'ятнадцять років. 
Помер 3 травня 1988 року на 93-му році життя.

## Виступи за збірну
У 1928 році дебютував в офіційних матчах у складі національної збірної Іспанії. Протягом кар'єри у національній команді, яка тривала 1 рік, провів у формі головної команди країни 3 матчі.

## Титули і досягнення
- Володар Кубка Іспанії (1):

«Аренас»: 1919